# 芳嶺
77°29′S 167°11′E / 77.483°S 167.183°E
芳嶺（英語：Fang Ridge）是南極洲的山嶺，位於羅斯島，處於埃里伯斯火山東北坡，是火山大規模爆發後留下的火山口，由英國探險隊命名，現時由南極條約體系管理。